# Vale do Ipojuca (tiểu vùng)
Vale do Ipojuca là một tiểu vùng thuộc bang Pernambuco, Brasil. Tiều vùng này có diện tích 7878 km², dân số năm 2007 là 742633 người.